# 第一観光開発
第一観光開発株式会社（だいいちかんこうかいはつ）は群馬県吾妻郡嬬恋村に本社を置くデベロッパーである。

## 概要
1966年7月の会社設立とほぼ同時に、長野原町町有地だった嬬恋村内の約72万6000平方メートルの敷地を購入し、浅間ハイランドパークの開発事業に着手する。
その後、敷地内に別荘地やホテル、ボウリング場などを併設し、別荘の管理業、不動産の仲介などを行っている。

## 沿革
- 1967年 浅間ハイランドパークを開場。場内の宿泊施設を運営開始
- 1968年 テニスコートを新設。第１次別荘地を分譲を開始
- 1971年 管理センター棟を竣工。レストランとショッピングストアを併設
- 1972年 ボート池を造成
- 1973年 ガソリンスタンドの運営開始
- 1989年 リゾートマンション「プルミエール」シリーズを分譲開始
- 1990年 北軽井沢ハイランドリゾートホテルをオープン（2019年に事業譲渡）
- 1991年 ボウリング場をオープン
- 1992年 建築部門であった工務部を分社化し、「株式会社ディーケー建設」を設立
- 1993年 秋篠宮文仁親王、文仁親王妃紀子ご夫妻がホテルにご宿泊[1]
- 2007年 第19次別荘地を分譲開始
- 2016年 嬬恋の宿 あいさいをリニューアルオープン（嬬恋村の指定管理受託）
- 2017年 YouTube「軽井沢別荘チャンネル」を開設、動画配信開始
- 2019年 東京都渋谷区から群馬県吾妻郡嬬恋村へ本社移転
- 2022年 コワーキングスペース「Asama Valley」（内閣府 地方創生テレワーク交付金の活用）をボウリング場内にオープン
- 2024年 軽井沢店をオープン、宅地建物取引業を国土交通大臣免許に変更

## 事業内容
- 浅間ハイランドパーク別荘地の分譲および管理
- 嬬恋の宿あいさいの運営
- パターゴルフ、ボウリング場などリゾート施設の運営
- ガソリンスタンド（浅間ハイランドパークSS）の運営。現在の運営ブランドはENEOS
- 戸建てやマンションなどの不動産仲介業

など。